# Burgoa splendens
Burgoa splendens é uma espécie de fungo pertencente à família Hydnaceae.